# Stanisław Urstein

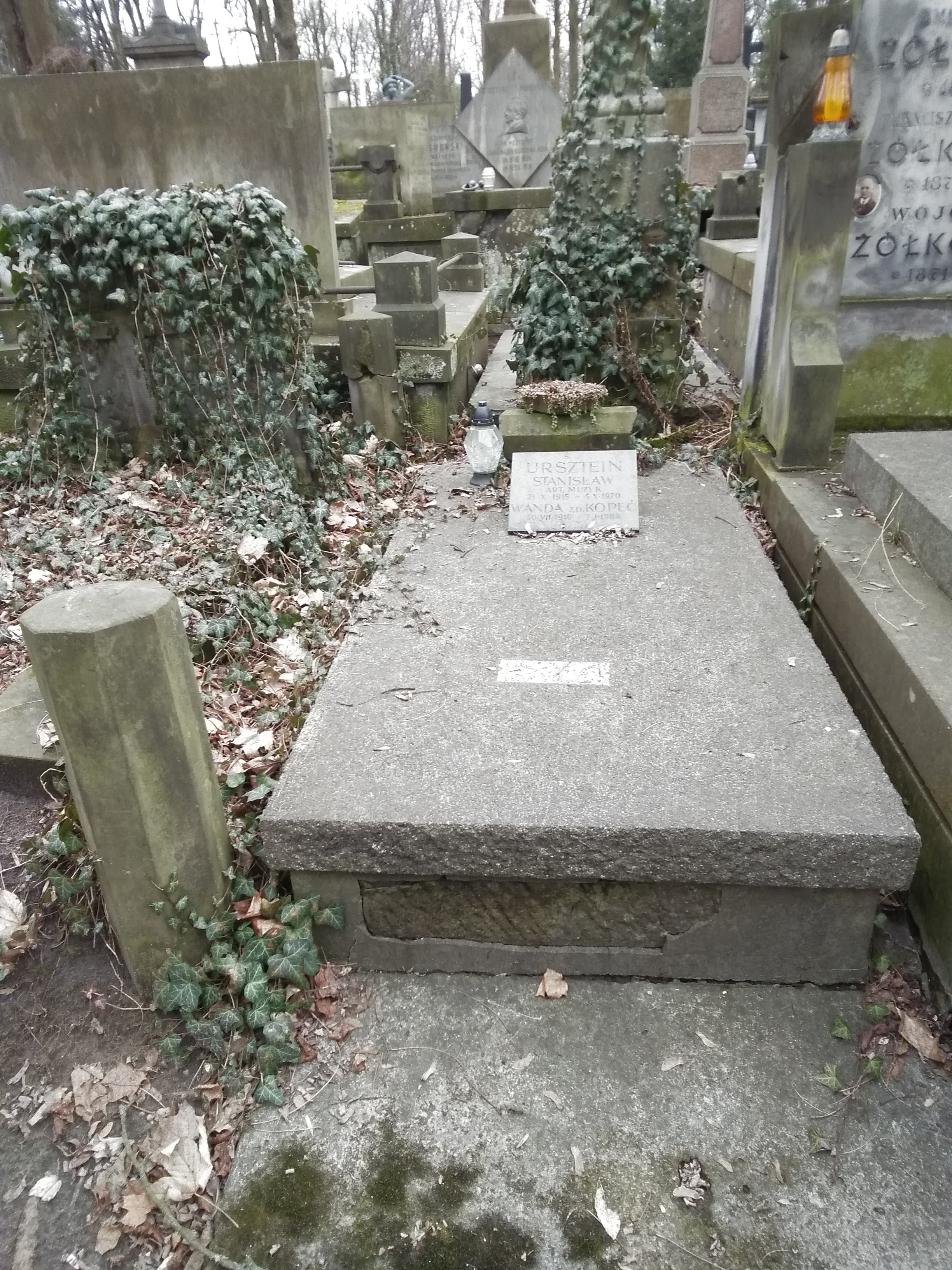
Grób Stanisława Urszteina na cmentarzu Powązkowskim

Stanisław Urstein (Ursztein) (pseud. S. Lenart, ur. 21 października 1915 w Kleczewie, zm. 4 października 1970 w Warszawie) – polski pianista-akompaniator, dyrygent, pedagog.
Syn Władysława i Ewy z domu Bock, bratanek Ludwika Ursteina. Po zdaniu matury w 1935 roku przez dwa lata studiował prawo na Uniwersytecie Warszawskim. Uczył się prywatnie u Józefa Turczyńskiego i Aleksandra Michałowskiego. Absolwent Szkoły Muzycznej im. M. Karłowicza w Warszawie. W latach 1936–1939 korepetytor solistów w Teatrze Wielkim. Uczestnik kampanii wrześniowej, razem z oddziałem trafił na Węgry, był internowany w Jolsvie. Przedostał się do Palestyny, gdzie został żołnierzem Brygady Strzelców Karpackich. Przez cały ten okres występował na estradzie i tam, gdzie się pojawiał, organizował chór i grupy teatralne. W 1947 wrócił do kraju i osiadł w Warszawie, gdzie pracował jako dyrygent. Od 1950 związany ze Szczecinem, gdzie uczył w Państwowej Średniej Szkole Muzycznej i współpracował z Filharmonią Szczecińską.
Żonaty z Wandą Stanisławą z domu Kopeć (1910–1988). Pochowany jest na cmentarzu Powązkowskim (kwatera C, rząd 3, miejsce 15).